# Ouro
Ouro es un municipio brasileño del estado de Santa Catarina. Tiene una población estimada al 2022 de 7 032 habitantes. Pertenece a la Región metropolitana de Contestado.

## Historia
La localidad comenzó a ser colonizada con la implementación de la Ferrovia Paraná-Santa Catarina, lo que atrajo la llegada de habitantes de origen italiano de Río Grande del Sur. Ouro, del portugués para "Oro", se fundó el 20 de octubre de 1906, siendo la principal actividad de los colonos el cultivo de trigo, el color amarillento de los campos dio el nombre al lugar.
Recibió el estatus de municipio el 23 de enero de 1963, separándose de Capinzal.